# 科奇圖維特 (麻薩諸塞州)
科奇圖維特（英語：Cochituate）是位於美國麻薩諸塞州米德爾塞克斯縣的一個普查規定居民點。

## 人口
根據2020年美國人口普查的數據，科奇圖維特的面積為10.79平方千米，當中陸地面積為9.86平方千米，而水域面積為0.92平方千米。當地共有人口6927人，而人口密度為每平方千米641.98人。